# René du Mesnil de Rochemont
René du Mesnil de Rochemont (* 24. Mai 1901 in Altona; † 15. April 1984 in Marburg) war ein deutscher Radiologe und Strahlenforscher.

## Leben
Du Mesnil wurde in Altona (heute Hamburg) geboren. Er studierte zunächst einige Semester Theologie und Rechtswissenschaft an der Universität Göttingen und wechselte später zur Medizin. Nach dem Studium ging er zum Physiologischen Institut der Universität Würzburg und anschließend an die dortige medizinische Poliklinik. Sein Interesse für die Physik führte ihn daraufhin nach Bremen an die Klinik des dortigen Strahlenforschers Hans Meyer. 1931 übernahm du Mesnil die Leitung der Röntgenabteilung der medizinischen Universitätsklinik in Gießen und habilitierte sich dort an der medizinischen Fakultät ein Jahr später am 20. Juli 1932 für Innere Medizin und Strahlenheilkunde in Innerer Medizin. 1938 wurde er apl. Professor und folgte noch im gleichen Jahr einem Ruf an die Medizinische Fakultät der Universität Marburg mit dem Auftrag, dort eine Strahlenklinik aufzubauen. Am 24. September 1945 wurde er von der US-Militärbehörde entlassen und im Spruchkammerverfahren 1946 als NS-Mitläufer bewertet. Eine Revision im Jahre 1949 stufte ihn aber als unbelastet ein. So kehrte er 1950 an die Universität zurück und leitete bis 1969 dort die Strahlenklinik. Nach der Emeritierung lebte du Mesnil weiter in Marburg. Du Mesnil gehörte zur dritten Generation der Radiologen in Deutschland.
Er war verheiratet mit Elisabeth Seefeldt (* 19. Februar 1906 in Vöhl), deren Schwester Ursula (* 7. Mai 1912 in Rosbach) mit Ernst Forsthoff verheiratet war, und sie hatten 6 Kinder.

## Ehrungen
- Rieder-Medaille, Deutschen Röntgengesellschaft[2]
- Ehrenmitgliedschaft, Hessische Röntgengesellschaft[3]

## Veröffentlichungen
- Einführung in die Strahlenheilkunde : Ein Lehrbuch f. Studierende u. Ärzte, 1937
- Lehrbuch der Strahlenheilkunde : Behandlung mit Röntgenstrahlen u. radioaktiven Substanzen, 1958